# Cleveland Hopkins International Airport

i7
i11
i13
Der Cleveland Hopkins International Airport (IATA-Code: CLE, ICAO-Code: KCLE), bis 1951 Cleveland Municipal Airport, ist der städtische Flughafen von Cleveland im US-Bundesstaat Ohio. Er befindet sich rund 16,7 km (10,4 Meilen) südwestlich des Stadtzentrums zwischen den Vororten Olmsted und Brook Park. Er wurde am 1. Juli 1925 eröffnet und ist gemessen am Passagieraufkommen mit rund 8,7 Millionen Flugreisenden der größte Flughafen in Ohio und rangiert ferner US-weit auf Platz 45. Benannt ist er nach dem Politiker und ehemaligen Clevelander Stadtdirektor William Rowland Hopkins.

## Lage und Verkehrsanbindung

### Geografische Lage
Der Flughafen befindet sich etwa 16,7 km (10,4 Meilen) Luftlinie südwestlich des Stadtzentrums (Public Square) von Cleveland sowie rund 8,2 km (5,1 Meilen) südlich des Eriesees. Ferner liegt er 241 Meter über dem Meeresspiegel und damit 67 Meter oberhalb des Sees.
Das Gelände ist insgesamt 769 Hektar groß und befindet sich zur Gänze auf Clevelander Stadtgebiet. Es hat grob die Form einer Raute und wird begrenzt von der Brookpark Road und der Interstate 480 im Norden, vom Berea Freeway (Ohio State Route 237) im Südosten, von einem Waldstück im Süden sowie dem Gelände des Glenn Research Center im Nordwesten. Das Gelände ragt dabei über die sonstige südliche Stadtgrenze Clevelands an der Brookpark Road hinaus und wie ein Keil in das Gebiet der Nachbarstadt Brook Park hinein, das den Flughafen von drei Seiten umgibt.

### Verkehrsanbindung
Der Flughafen liegt westlich der Interstate 71 Louisville–Columbus–Cleveland. Er ist ferner über die kreuzende Interstate 480 an die Interstate 80 und die Interstate 90 angeschlossen. Die eigentliche Zufahrt bildet der Berea Freeway, der von der Interstate 480 kommend in südwestlicher Richtung am Flughafengelände entlangführt.
Mit der Red Line der Greater Cleveland Regional Transit Authority (RTA) existiert eine Schienenpersonennahverkehrsverbindung nach Cleveland. Die Züge fahren tagsüber alle 15 Minuten und benötigen 24 Minuten bis in die Innenstadt. Außerdem gibt es zwei Schnellbusverbindungen der Lorain County Transit (LCT) nach Elyria und Oberlin (Ohio) im westlich gelegenen Lorain County.

## Geschichte

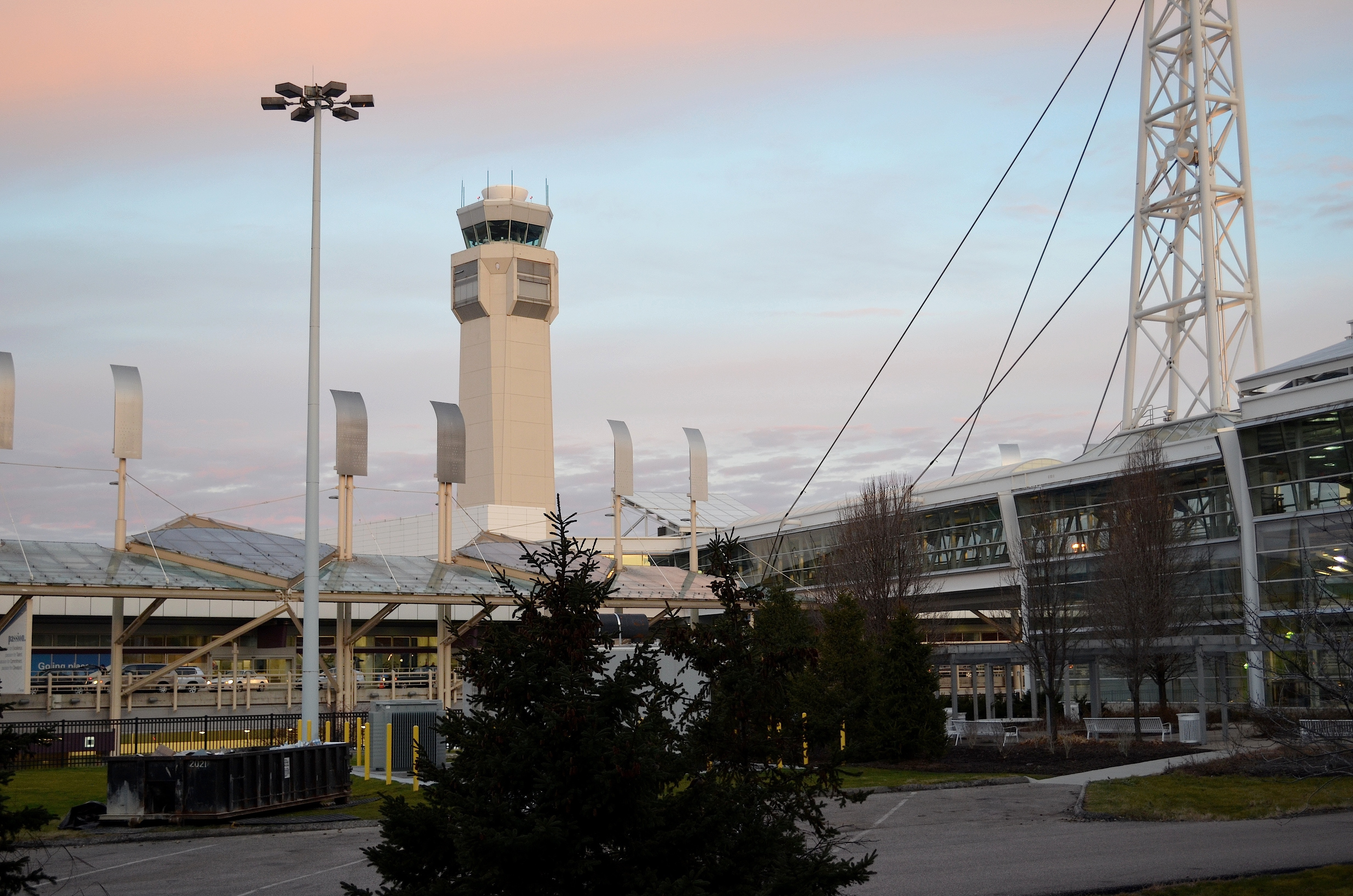
Der alte Flugsicherungsturm am Cleveland Hopkins International Airport

Die ersten Überlegungen für einen Flughafen im Raum Cleveland gehen auf die Zeit kurz nach dem Ersten Weltkrieg zurück. Die Planungen verzögerten sich aber immer wieder; unter anderem hatte die US-Bundesregierung besondere Anforderungen für die geplante Abwicklung von Luftpost gestellt. Stadtdirektor William Rowland Hopkins erwirkte 1925 schließlich die Genehmigung für den Bau des Flugplatzes an besagter Stelle. Die Bauarbeiten waren innerhalb sehr kurzer Zeit abgeschlossen; bereits am 1. Juli 1925 nahm der Cleveland Municipal Airport als erster städtischer Flughafen der Vereinigten Staaten den Betrieb auf.
In den folgenden Jahren wurde der Flughafen mit einer Reihe von Innovationen ausgestattet. So wurde dort im Jahre 1930 der erste Kontrollturm der Welt installiert. Dieser verfügte über damals neuartige Funkgeräte zur Flugsicherung und auch den weltweit ersten Flugwetterdienst. Im gleichen Jahr wurde dort auch die weltweit erste Landebahnbeleuchtung (Befeuerung) installiert. Am 26. Juli 1951 wurde der Flughafen zu Ehren seines Erbauers an dessen 82. Geburtstag in Cleveland Hopkins International Airport umbenannt.
In den Jahrzehnten nach dem Zweiten Weltkrieg wurde der Flughafen aufgrund steigender Passagierzahlen immer weiter ausgebaut. Das ursprünglich etwa 162 Hektar umfassende Gelände wurde vergrößert und insgesamt vier neue Terminals errichtet. Am 15. November 1968 nahm der direkt unter dem Zentralbau gelegene U-Bahnhof seinen Betrieb auf; damit war Cleveland der erste Flughafen in den Vereinigten Staaten mit direkter U-Bahn-Anbindung.
In den letzten Jahren wurden umfassende Renovierungsarbeiten durchgeführt sowie die Start- und Landebahnen umgebaut und verlängert, um Cleveland für internationale Flugverbindungen attraktiver zu machen. 1999 wurden die ersten Transatlantikflüge angeboten.
Der Flughafen diente Continental Airlines als Drehkreuz. Nach der Fusion mit Continental Airlines kündigte United Airlines 2014 an, ihr Drehkreuz in Cleveland zu schließen. Die Zahl der täglichen Abflüge sollte von 199 im Februar 2014 auf 72 im Juni 2014 gesenkt werden, zudem sollten nur noch zwanzig Ziele von United Airlines angeflogen werden.

## Betriebsanlagen

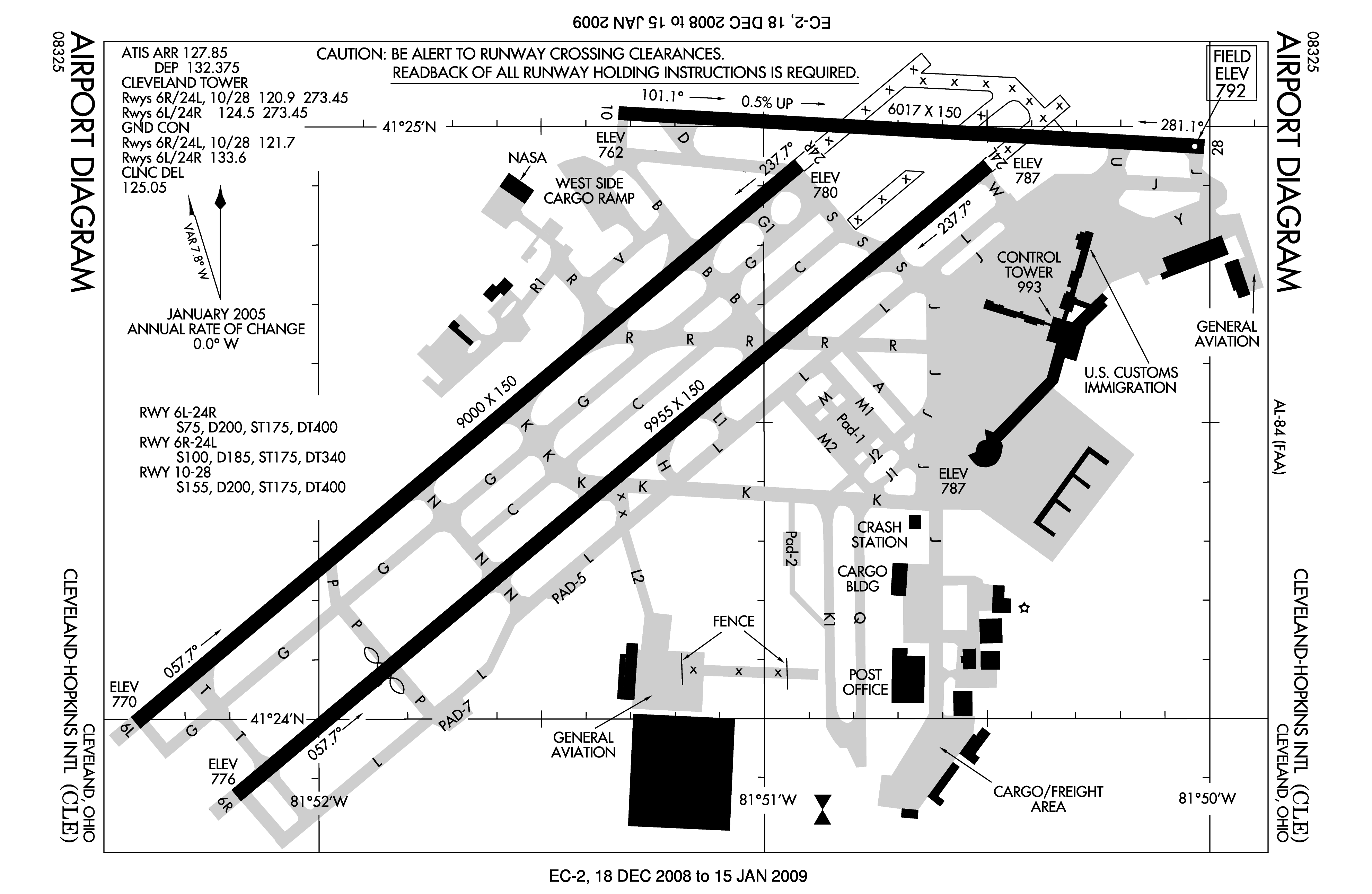
Flughafendiagramm der US-Luftfahrtbehörde Federal Aviation Administration (FAA)

### Start- und Landebahnen
Der Flughafen besitzt insgesamt drei Start- und Landebahnen. Die ersten beiden Bahnen, 6L-24R und 6R-24L, sind 9000 und 9500 Fuß (2743 und 3034 Meter) lang und verlaufen in gut 300 Metern Abstand parallel zueinander in Südwest-Nordost-Richtung. Die dritte Bahn, 10-28, ist 6017 Fuß (1834 Meter) lang und verläuft annähernd in West-Ost-Richtung am Nordrand des Geländes und kreuzt dabei die beiden anderen jenseits ihrer Enden.

### Abfertigungsgebäude
Das Empfangsgebäude befindet sich auf der südöstlichen Seite des Geländes und unmittelbar südlich der dritten Bahn. Es umfasst vier Terminals (Concourses) A, B, C und D in Form langer, schmaler zweistöckiger Flachbauten. Die ersten drei genannten sind an einen mittig angeordneten, kompakten, drei- bis fünfgeschossigen Zentralbau (Main Terminal) direkt angeschlossen und erstrecken sich von dort Richtung Norden (A), Westen (B) und Südwesten (C). Das vierte Terminal, D, befindet sich südlich und etwas abseits des Hauptbaus. Es liegt ferner parallel zu Terminal C und ist nur von dort aus durch einen unterirdischen Verbindungsgang zu erreichen. Nachdem United Airlines das Drehkreuz in Cleveland aufgegeben hat, wird Concourse D nicht mehr genutzt. United ist jedoch bis 2029 verpflichtet, die monatliche Pacht von $ 1,1 Millionen zu zahlen.
Der Tower steht unmittelbar nordwestlich des Zentralbaus. Der Zentralbau ist vertikal zweigeteilt. Während sich im Erdgeschoss die Gepäckabfertigung befindet, liegt der Bereich für die Passagierabfertigung in der ersten Etage. Ein ähnliches Bild bieten auch die Terminalbauten; Ankunfts- und Abflugbereiche mit den anschließenden Fluggastbrücken sind in der ersten Etage untergebracht, Versorgungseinrichtungen und Gepäcksortierung liegen jeweils darunter im Erdgeschoss.

### Sonstige Anlagen
Südwestlich von Terminal C und D befindet sich eine Gruppe von Hallen für Luftfracht und Luftpost. Die Allgemeine Luftfahrt ist auf zwei Standorte verteilt, wovon sich einer nordöstlich des Empfangsgebäudes und ein weiterer westlich der Luftfrachthallen befindet.
In der nordwestlichen Ecke des Geländes steht darüber hinaus ein Hangar der NASA und daneben die Pakethalle der Firma UPS Airlines.

### Zufahrtswege und Parkplätze
Die Zufahrtsstraße Terminal Drive führt von Osten her auf das Gelände. Sie wird kreuzungsfrei vom Berea Freeway ausgefädelt und geht in eine zweistöckige Wendeschleife vor dem Erdgeschoss und der ersten Etage des Zentralbaus über. Innerhalb dieser Schleife stehen das Kurzzeitparkhaus sowie vom Zentralbau aus gesehen dahinter das kleinere Langzeitparkhaus. Die drei Gebäude sind über Seufzerbrücken miteinander verbunden. Ferner befindet sich auf der Nordseite der Schleife ein Ausweichparkplatz (Economy Shuttle Parking Lot), der mittels Pendelbus an den Zentralbau angebunden ist. Insgesamt gibt es am Flughafen etwa 7350 Parkplätze.
Auf der Nordseite der Interstate 480 befindet sich das Mietwagenzentrum des Flughafens. Es wird über Pendelbusse angebunden.

### U-Bahnhof

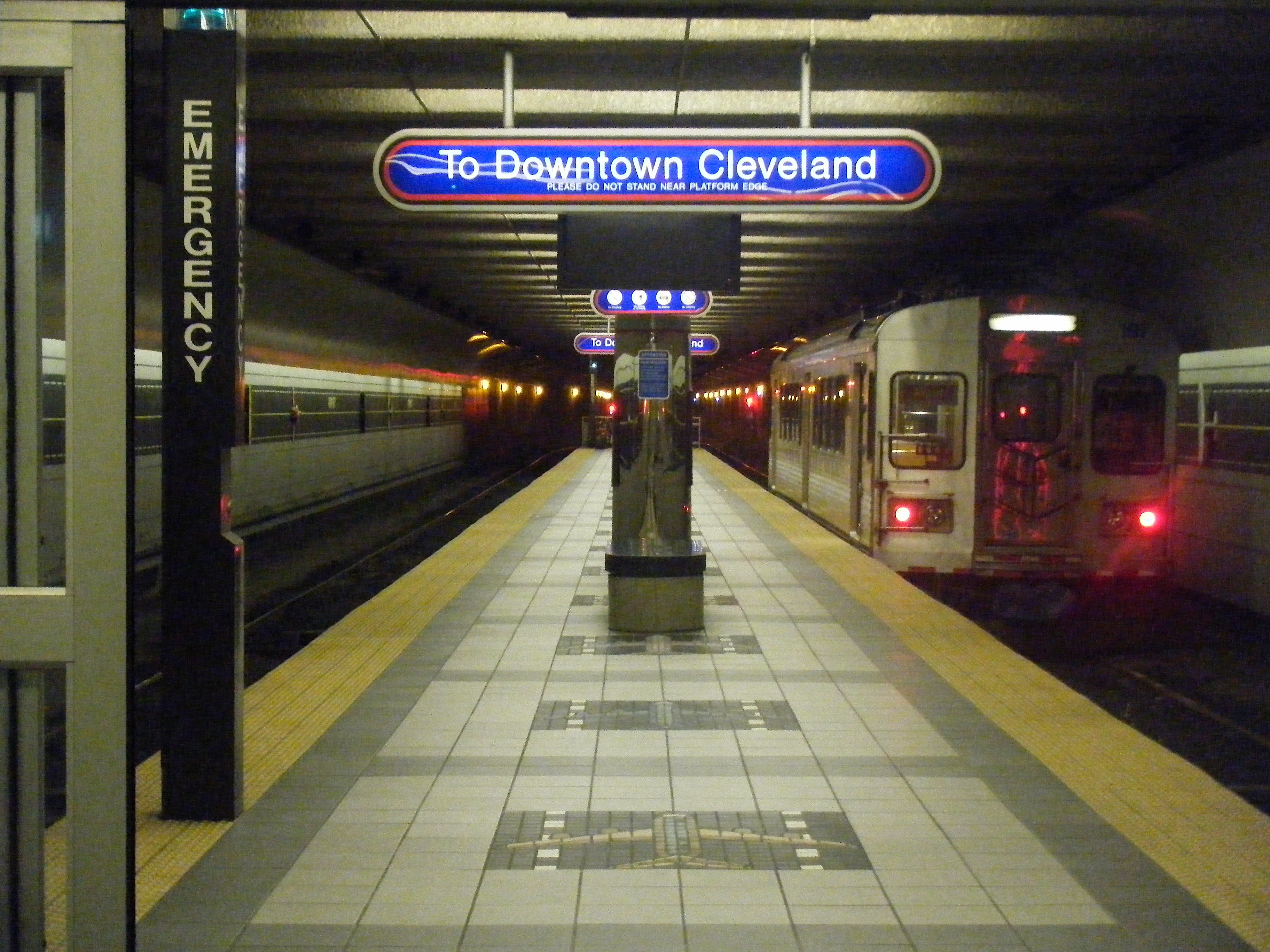
RTA Flughafen Bahnhof

Der U-Bahnhof der Red Line der RTA liegt unterhalb der Parkhäuser und ist vom Untergeschoss des Zentralbaus zu erreichen. Er besitzt zwei Stumpfgleise an einem relativ schmalen Mittelbahnsteig. Der Bahnhof ist barrierefrei zugänglich und wurde Ende der 1990er Jahre letztmals renoviert.

## Fluggesellschaften und Ziele
Der Cleveland Hopkins International Airport wird von neun Passagierfluggesellschaften angeflogen. United Airlines hatte 2022 mit 23,45 Prozent bei den abfliegenden Passagieren auf Inlandsflügen den größten Marktanteil, gefolgt von Frontier Airlines mit 13,72 Prozent, Southwest Airlines und 12,20 Prozent Spirit Airlines mit 11,94 Prozent und American Airlines mit 10,68 Prozent.
Es werden 30 Ziele in den Vereinigten Staaten sowie vier internationale Ziele in Nordamerika angeflogen. In der Vergangenheit bot Continental Airlines auch Transatlantikflüge nach London und Paris an, stellte diese jedoch nach kurzer Zeit wieder ein. Seit 2023 fliegt die irische Airline Aer Lingus mehrmals die Woche direkt von Dublin nach Cleveland und zurück.

## Verkehrszahlen
Nachdem in den letzten Jahren ein kontinuierlicher Rückgang der Passagierzahlen zu verzeichnen war, lag der Flughafen im Jahr 2021 im US-weiten Vergleich auf Platz 45. Beim Frachtaufkommen belegte der Flughafen US-weit Platz 50. Ebenso wie das Passagieraufkommen geht die Menge an Fracht seit Jahren immer weiter zurück; so waren es 2000 noch 119.424 Tonnen und Platz 45.
Ferner ist Cleveland Hopkins der fünftgrößte Frachtflughafen in Ohio und der kleinste von insgesamt fünf anspruchsberechtigten Flughäfen (“entitlement airports”) im Bundesstaat, die aufgrund ihrer Bedeutung für die Luftfracht Bundesmittel für deren Abwicklung in Anspruch nehmen dürfen.
| Jahr | Fluggastaufkommen | Fluggastaufkommen | Fluggastaufkommen | Luftfracht (Tonnen) (mit Luftpost) | Flugbewegungen (mit Militär) |
| Jahr | National          | International     | Gesamt            | Luftfracht (Tonnen) (mit Luftpost) | Flugbewegungen (mit Militär) |
| ---- | ----------------- | ----------------- | ----------------- | ---------------------------------- | ---------------------------- |
| 1998 | –                 | –                 | 12.359.378        | k. A.                              | 308.394                      |
| 1999 | –                 | –                 | 13.020.285        | k. A.                              | 321.420                      |
| 2000 | –                 | –                 | 13.288.059        | 251.396                            | 331.899                      |
| 2001 | –                 | –                 | 11.864.411        | 232.856                            | 291.714                      |
| 2002 | –                 | –                 | 10.795.270        | 209.801                            | 251.758                      |
| 2003 | –                 | –                 | 10.555.387        | 195.304                            | 258.460                      |
| 2004 | –                 | –                 | 11.264.937        | 197.145                            | 263.561                      |
| 2005 | –                 | –                 | 11.463.391        | 197.468                            | 258.926                      |
| 2006 | –                 | –                 | 11.321.050        | 193.351                            | 249.967                      |
| 2007 | –                 | –                 | 11.459.390        | 178.945                            | 244.719                      |
| 2008 | –                 | –                 | 11.106.196        | 170.693                            | 235.975                      |
| 2009 | –                 | –                 | 9.715.604         | 169.486                            | 200.268                      |
| 2010 | –                 | –                 | 9.492.455         | 172.753                            | 192.863                      |
| 2011 | –                 | –                 | 9.176.824         | 167 411                            | 188.286                      |
| 2012 | –                 | –                 | 9.004.983         | 161.760                            | 180.944                      |
| 2013 | –                 | –                 | 9.072.126         | k. A.                              | 181.879                      |
| 2014 | –                 | –                 | 7.609.404         | k. A.                              | 130.762                      |
| 2015 | –                 | –                 | 8.100.073         | k. A.                              | 117.773                      |
| 2016 | 8.232.215         | 190.461           | 8.422.676         | 75.585                             | 118.653                      |
| 2017 | 8.964.230         | 176.215           | 9.140.445         | 74.502                             | 122.392                      |
| 2018 | 9.417.536         | 225.193           | 9.642.729         | 78.088                             |                              |
| 2019 | 9.868.820         | 171.997           | 10.040.817        | 82.000                             |                              |
| 2020 | 4.092.272         | 30.245            | 4.122.517         | 82.670                             |                              |
| 2021 | 7.224.797         | 59.099            | 7.283.896         | 86.904                             |                              |
| 2022 | 8.542.616         | 151.250           | 8.693.866         | 84.848                             |                              |

### Verkehrsreichste Strecken
| Rang | Stadt                     | Passagiere | Fluggesellschaften                  |
| ---- | ------------------------- | ---------- | ----------------------------------- |
| 01   | Atlanta, Georgia          | 405.260    | Delta, Frontier, Southwest, Spirit  |
| 02   | Orlando, Florida          | 318.950    | Frontier, Southwest, Spirit, United |
| 03   | Chicago–O’Hare, Illinois  | 309.380    | American, United                    |
| 04   | Denver, Colorado          | 278.210    | Frontier, Southwest, United         |
| 05   | Dallas/Fort Worth, Texas  | 199.470    | American, Frontier                  |
| 06   | Newark, New Jersey        | 177.550    | United                              |
| 07   | Charlotte, North Carolina | 176.220    | American                            |
| 08   | Tampa, Florida            | 164.280    | Frontier, Southwest, Spirit, United |
| 09   | Fort Lauderdale, Florida  | 151.840    | jetBlue, Spirit, United             |
| 10   | Fort Myers, Florida       | 141.520    | Frontier, Southwest, Spirit, United |

## Umgebung

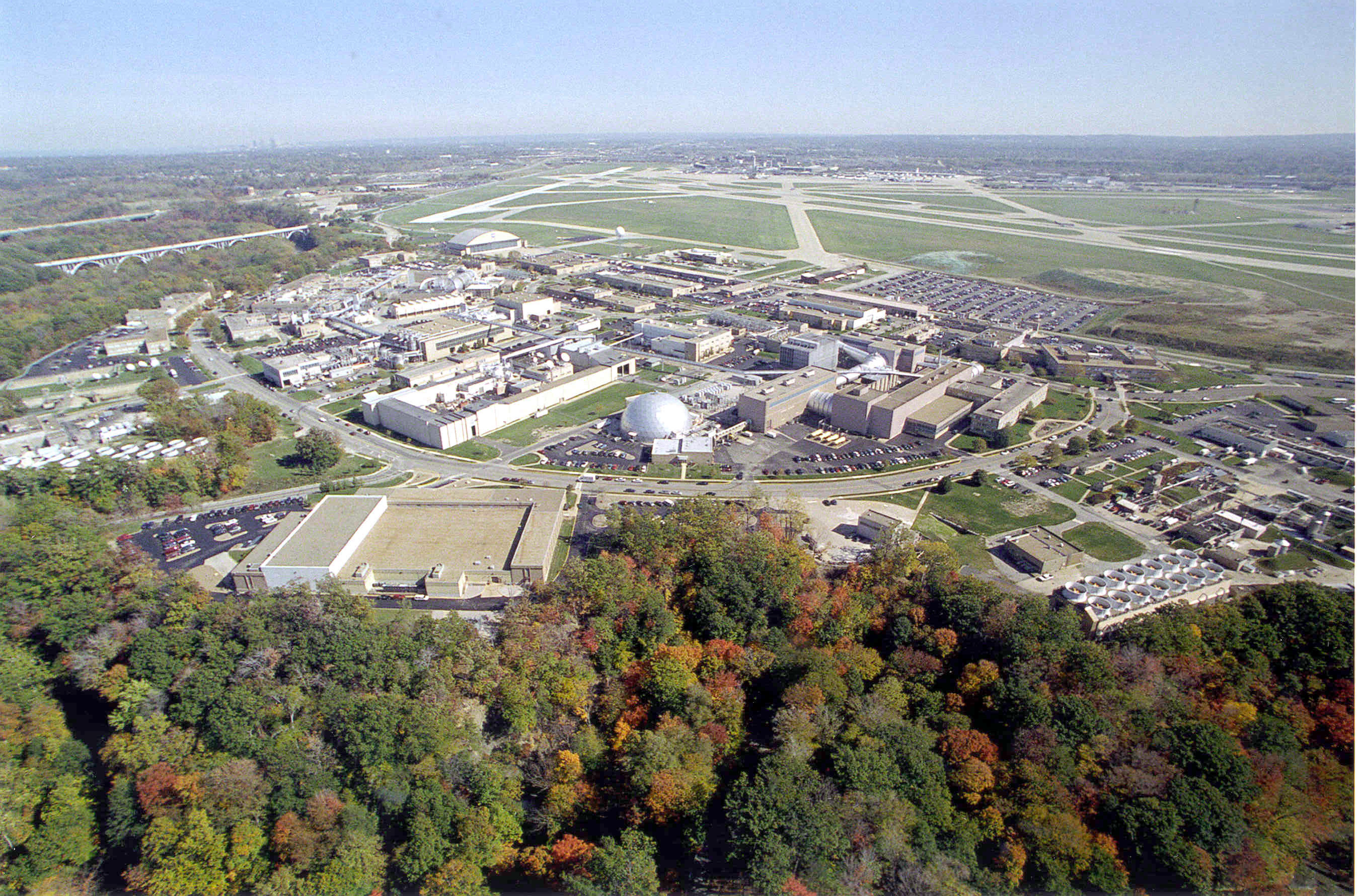
Glenn Research Center (GRC), dahinter der Flughafen

In der Umgebung des Flughafens gibt es noch drei nennenswerte Gebäudekomplexe. Sie alle liegen auf dem Stadtgebiet von Brook Park:
- Nordwestlich des Flughafens, hinter dem Hangar, liegt das Glenn Research Center (GRC) der NASA. Seine Hauptaufgabe besteht in der Entwicklung von Luft- und Raumfahrttechnologien.[15][16]
- Südöstlich des Empfangsgebäudes, auf der anderen Seite des Berea Freeway, befindet sich ein großer Produktionsstandort der Ford Motor Company. Dort werden in insgesamt drei Werken Motoren und Gussteile hergestellt.[17][18]
- Südwestlich der Hallen für die Luftfracht liegt das Messe- und Kongresszentrum (convention center) International Exposition Center (I-X Center). Die 320 mal 370 Meter große einstige Montagehalle für B-29-Bomber beherbergt insgesamt 78.500 m² Ausstellungsfläche. Zusammen mit weiteren 158.000 m² Freigelände und rund 6450 Parkplätzen stellt das I-X eine der größten derartigen Anlagen in den USA dar.[19][20]